# Red Rountree
J. L. Hunter Rountree, detto Red (Brownwood, 12 ottobre 1912 – Springfield, 12 ottobre 2004), è stato un criminale statunitense.

## Biografia
Nativo del Texas, era un uomo d'affari di gran successo, guadagnando milioni di dollari lavorando con la "Rountree Machinery & Co." e altre aziende nel ruolo di manager. Dopo essere andato in pensione, inizia a rapinare banche.
All'età di 86 anni rapinò la South Trust Bank di Biloxi (Mississippi). Dopo dieci minuti venne arrestato e condannato a 3 anni di prigione. Uscì da prigione nel 1999 e nello stesso anno tentò di rapinare la Nations Bank di Pensacola (Florida); venne fermato con l'aiuto di due clienti e condannato a tre anni di prigione.
Dopo aver scontato la pena, nel 2003 rapinò la First American Bank di Abilene (Texas), scappando con 2000 $. Venne arrestato lo stesso giorno, per poi essere condannato a 12 anni di prigione.
Morì all'età di 92 anni e venne sepolto in un cimitero vicino alla prigione.